# Fondation Médicale Reine Élisabeth
La Fondation Médicale Reine Élisabeth, ou F.R.M.E., est une fondation belge particulièrement orientée vers les neurosciences. La F.M.R.E. soutient des chercheurs qui, utilisant des techniques de pointe, se consacrent à l'étude du système nerveux, tant normal que malade (le sommeil, les troubles du développement, les traumatismes crâniens, les lésions de la moelle épinière, le vieillissement cérébral, les démences, la maladie de Parkinson, la sclérose en plaques …).

## Histoire
Forte de son expérience acquise durant la Première Guerre mondiale, particulièrement dans les hôpitaux du front belge, la reine Élisabeth crée le 17 mars 1926 avec le soutien de Pierre Nolf, médecin et ancien ministre des arts et des sciences, une fondation médicale dont le but est d'encourager à la fois la recherche en laboratoire et les contacts entre chercheurs et cliniciens.
La fondation commence ses activités quelques mois avant que sa création ne soit officialisée par ses statuts. Dans le cadre d'un accord préliminaire, la Commission d'Assistance Publique (C.A.P.) de Bruxelles met quelques locaux de l'hôpital Brugmann à Laeken à la disposition de la F.M.R.E. Le 20 juin 1931, la C.A.P. et la F.M.R.E. signent une convention pour l'implantation de la fondation au sein de l'hôpital Brugmann, dans un nouveau bâtiment à l'avenue Jean Joseph Crocq. L'accord détermine également les relations avec l'hôpital. La fondation, pour sa part, s'engage à équiper les laboratoires et à effectuer les analyses pour les patients de l'hôpital. Pour la première fois en Belgique, les trois fonctions essentielles d'un hôpital universitaire, c'est-à-dire les soins aux malades, l'enseignement de la médecine et la recherche scientifique, sont réunies en un même lieu. Les travaux de recherche sont répartis entre cinq laboratoires spécialisés.

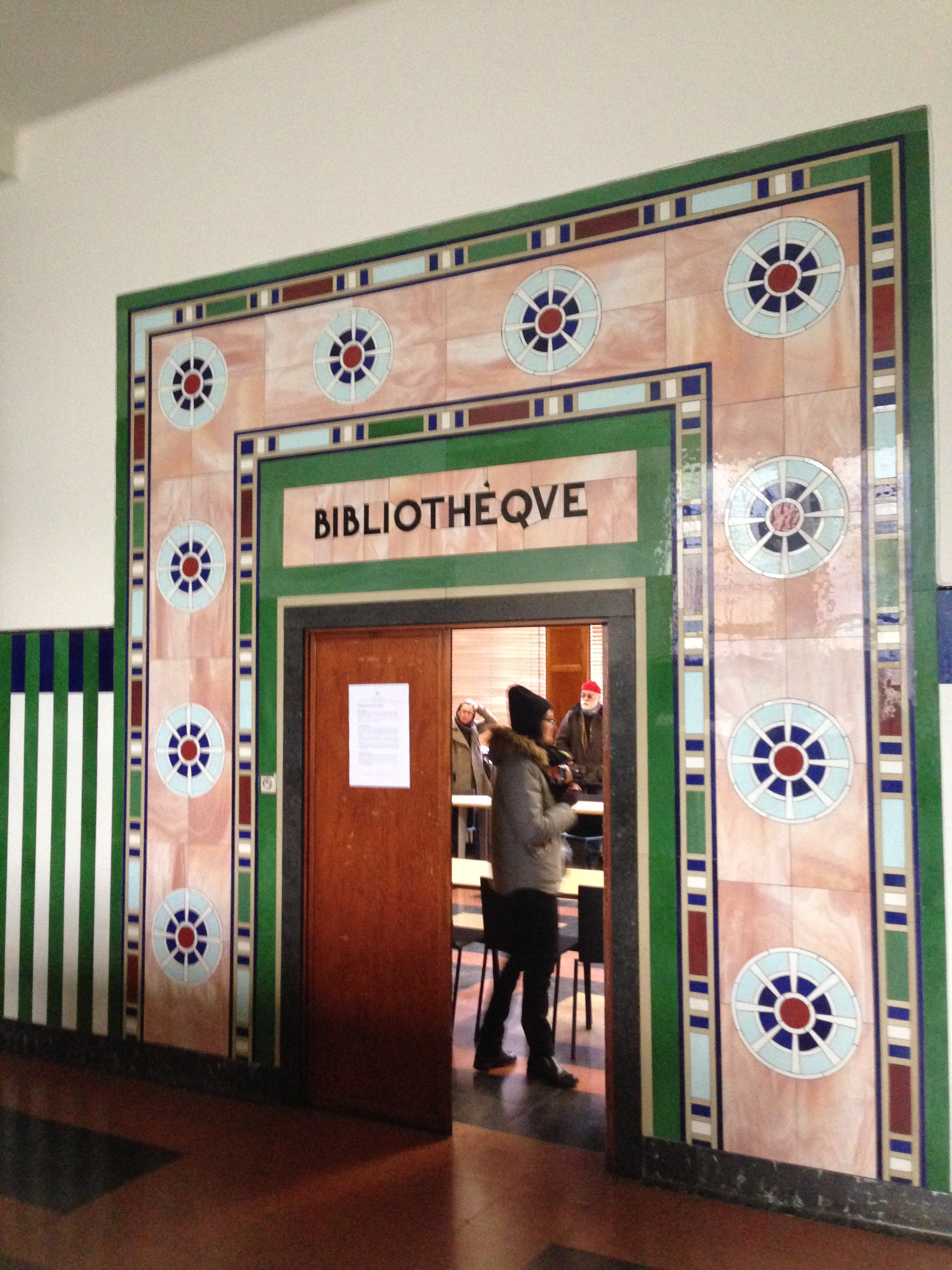
Fondation Médicale Reine Elisabeth : la bibliothèque.

Les moyens financiers nécessaires à la F.M.R.E. pour développer ses activités, proviennent de la reine Elisabeth et de quelques mécènes, auxquels s'ajoutent des dons importants, parmi lesquels celui de la Fondation Rockefeller de New York, recueillis pour ce projet spécifique au cours des voyages du roi Albert Ier et de la reine aux États-Unis et au Brésil. Les dons venant du monde financier et les subventions du Fonds National de la Recherche Scientifique, permettent à la fondation d'assurer la poursuite de ses activités.
En 1986, la gestion d'un centre de recherche propre est abandonnée, en raison de la charge budgétaire et par suite du départ progressif des chercheurs vers les nouveaux hôpitaux universitaires installés entre-temps dans la région bruxelloise. Le conseil d'administration décide d'aider dorénavant, au niveau national, les équipes universitaires de recherche. La F.M.R.E. soutient en 2020 dix-huit projets de recherche (inter-universitaire, universitaire et projets de jeunes chercheurs) dans le domaine des neurosciences et des pathologies du système nerveux dans des universités Belges réparties dans tout le pays. Les équipes se consacrent essentiellement à l'étude du fonctionnement du système nerveux dans ses différents aspects : le sommeil, les troubles du développement, les traumatismes crâniens, les lésions de la moelle épinière, le vieillissement cérébral, les démences, la maladie de Parkinson, la sclérose en plaques.
Depuis 1993, c'est la princesse Astrid qui est présidente d'honneur du conseil d'administration de la F.M.R.E.,composé de quinze membres.